# رویال تایلر (دانشگاهی)
رویال تایلر (انگلیسی: Royall Tyler؛ زادهٔ ۱۹۳۶ (۸۸–۸۹ سال)) مترجم ادبیات ژاپن از جمله داستان گنجی و داستان هیکه  اهل بریتانیا است.